# Molgula platana
Molgula platana är en sjöpungsart som beskrevs av Van Name 1945. Molgula platana ingår i släktet Molgula och familjen kulsjöpungar. Inga underarter finns listade i Catalogue of Life.